# Austrálie na Letních olympijských hrách 1952
Austrálii na Letních olympijských hrách v roce 1952 ve finských Helsinkách reprezentovalo 81 sportovců v 12 sportech. Ve výpravě bylo 71 mužů a 10 žen.

## Medailisté
| Medaile | Jméno | Sport      | Soutěž                       |
| ------- | --- | ---------- | ---------------------------- |
| Zlato   | Marjorie Jacksonová | Atletika   | Ženy běh na 100 m            |
| Zlato   | Marjorie Jacksonová | Atletika   | Ženy běh na 200 m            |
| Zlato   | Shirley Stricklandová de la Hunty | Atletika   | Ženy 80 m překážek           |
| Zlato   | Russell Mockridge | Cyklistika | Muži 1000 m s pevným startem |
| Zlato   | Lionel Cox Russell Mockridge | Cyklistika | Muži 2000 m tandem           |
| Zlato   | John Davies | Plavání    | Muži 200 m prsa              |
| Stříbro | Lionel Cox | Cyklistika | Muži 1000 m sprint           |
| Stříbro | Mervyn Wood | Veslování  | Muži skif                    |
| Bronz   | Shirley Stricklandová de la Hunty | Atletika   | Ženy běh na 100 m            |
| Bronz   | David Anderson Philip Cayzer Ernest Chapman Thomas Chessel Mervyn Finlay Nimrod Greenwood Edward Pain Robert Tinning Geoffrey Willamson | Veslování  | Muži osmiveslice             |
| Bronz   | Vern Barberis | Vzpírání   | Muži lehká váha do 67,5 kg   |